# Вальтер фон Фрейберг-Айзенберг-Алльмендінген
Барон Вальтер фон Фрейберг-Айзенберг-Алльмендінген (нім. Walter Freiherr von Freyberg-Eisenberg-Allmendingen; 5 листопада 1915, Гайзенгайм —  8 жовтня 1943, Атлантичний океан) — німецький офіцер-підводник, капітан-лейтенант крігсмаріне. Кавалер Німецького хреста в золоті.

## Біографія
5 квітня 1935 року вступив на флот. З вересня 1939 року служив на борту важкого крейсера «Блюхер». В квітні 1940 року крейсер був потоплений в Осло-фіорді під час Норвезької кампанії, після чого Фрейберг перейшов у підводний флот. З 7 липня 1941 по 13 січня 1942 року — командир підводного човна U-52, з 19 лютого 1942 року — U-610, на якому здійснив 4 походи (разом 178 днів у морі). 8 жовтня 1943 року човен був потоплений в Північній Атлантиці північно-західніше Ірландії (55°45′ пн. ш. 24°33′ зх. д.) глибинними бомбами канадського летючого човна «Сандерленд». Всі 51 член екіпажу загинули.
Всього за час бойових дій потопив 4 кораблі загальною водотоннажністю 21 273 тонни і пошкодив 1 корабель водотоннажністю 9 551 тонна.
| Дата            | Назва корабля             | Тип               | Тоннаж | Вантаж | Екіпаж | Загинули | Країна             | Конвой |
| --------------- | ------------------------- | ----------------- | ------ | --- | ------ | -------- | ------------------ | ------ |
| 29 вересня 1942 | Lifland                   | Торговий пароплав | 2,254  | Пиломатеріали | 29     | 29       | Британська імперія | SC-101 |
| 19 жовтня 1942  | Steel Navigator           | Торговий пароплав | 5,718  | Баласт (2000 тонн піску)                                                                                         | 52     | 36       | США                | ON-137 |
| 16 грудня 1942  | Bello                     | Тепловий танкер   | 6,125  | Баласт | 40     | 33       | Норвегія           | ON-153 |
| 16 грудня 1942  | Regent Lion (пошкоджений) | Тепловий танкер   | 9,551  | | ?      | ?        | Британська імперія | ON-153 |
| 29 березня 1943 | William Pierce Frye       | Торговий пароплав | 7,176  | 7500 тонн військових товарів, у тому числі 750 тонн вибухівки, пшениці і 5 десантних кораблів як палубний вантаж | 64     | 57       | США                | HX-230 |

## Звання
- Кандидат в офіцери (5 квітня 1935)
- Морський кадет (25 вересня 1935)
- Фенріх-цур-зее (1 липня 1936)
- Оберфенріх-цур-зее (1 січня 1938)
- Лейтенант-цур-зее (1 квітня 1938)
- Оберлейтенант-цур-зее (1 жовтня 1939)
- Капітан-лейтенант (1 червня 1942)

## Нагороди
- Медаль «За вислугу років у Вермахті» 4-го класу (4 роки)
- Залізний хрест
  - 2-го класу (квітня 1940)
  - 1-го класу (1942)
- Нагрудний знак підводника (7 травня 1941)
- Нагрудний знак флоту (15 липня 1941)
- Німецький хрест в золоті (14 лютого 1944, посмертно)